# Annie Schnackenberg

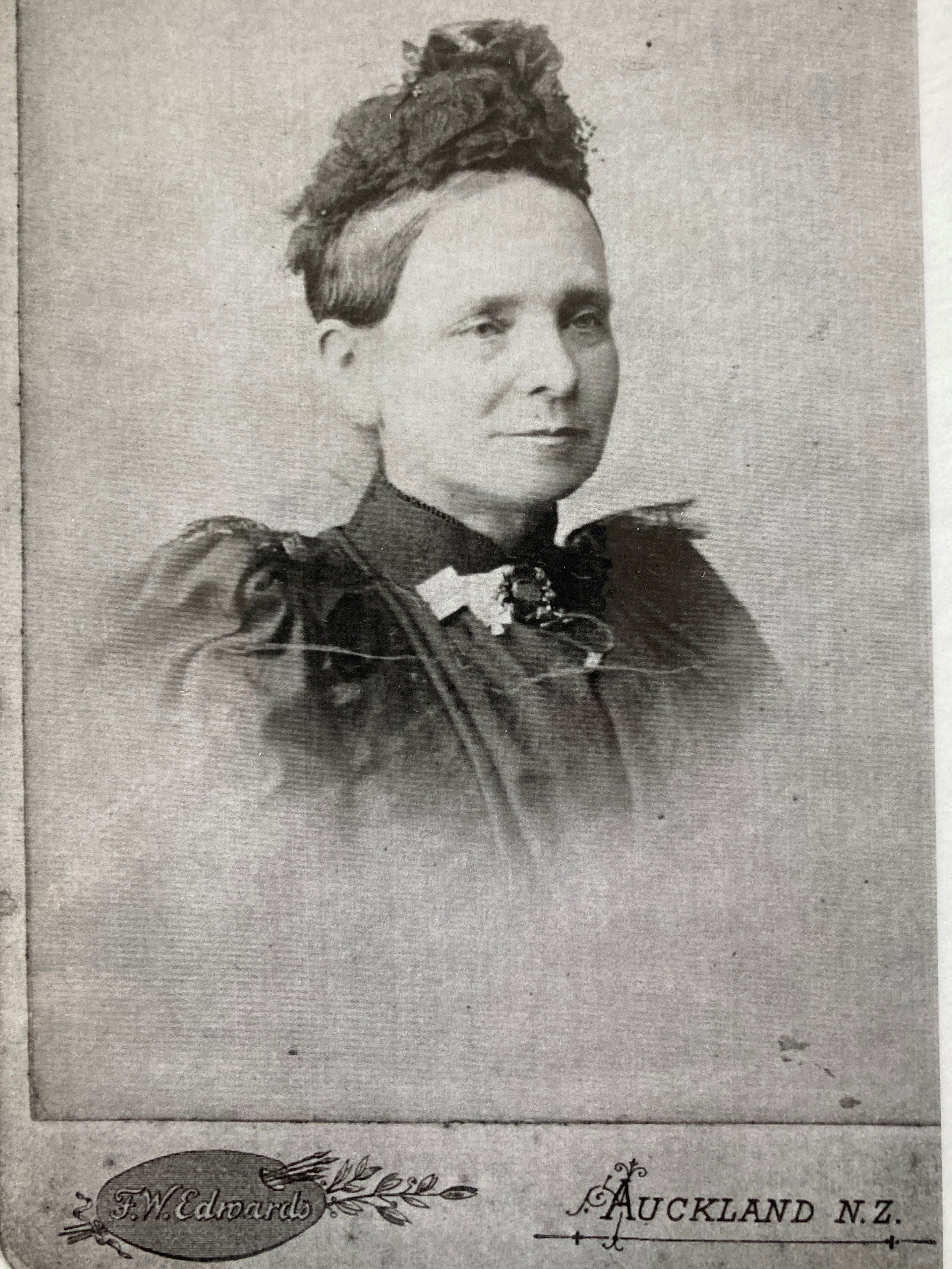
Porträt von Annie Jane Allen Schnackenberg. Das Foto wurde in den 1890er Jahren aufgenommen und zeigt ihre weiße Schleife als Präsidentin der Auckland-Abteilung der Women’s Christian Temperance Union of New Zealand und nationale Präsidentin der WCTU NZ

Annie Jane Schnackenberg (* 22. November 1835 in Leamington Spa, England; † 2. Mai 1905 in Auckland, Neuseeland) war eine neuseeländische Missionarin. Sie war Gründungsmitglied der Women’s Christian Temperance Union of New Zealand (WCTU NZ) und von 1887 bis 1897 Präsidentin der Auckland-Abteilung.

## Leben und Werk

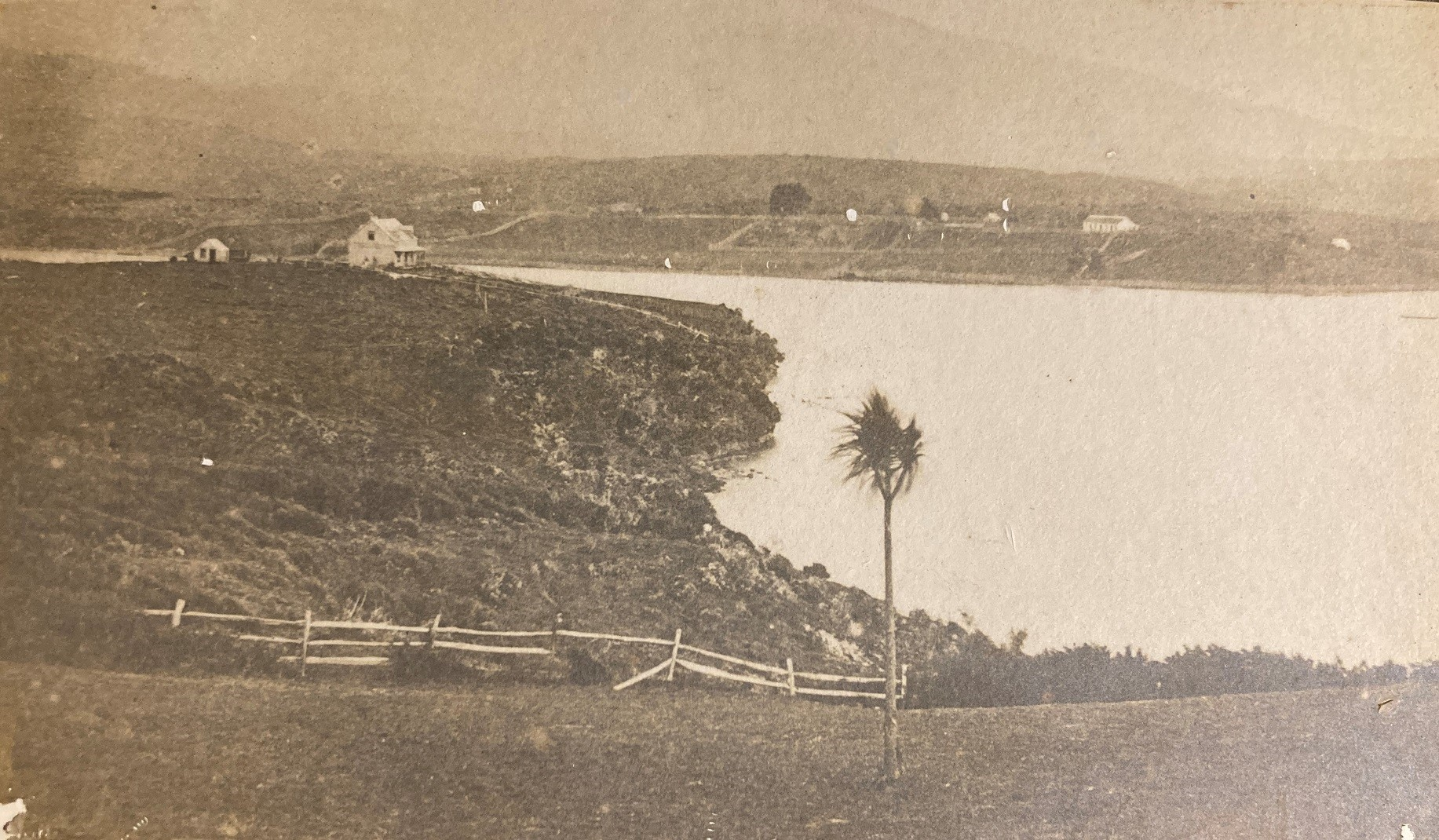
Foto der Missionsstation Raglan (Whāingaroa) in der Region Waikato auf der Nordinsel Neuseelands. Hier zogen die wesleyanischen Missionare Cort Henry Schnackenberg und seine Frau Annie Jane Allen Schnackenberg ihre fünf Kinder groß. Dieses Foto wurde vermutlich in den 1920er Jahren aufgenommen

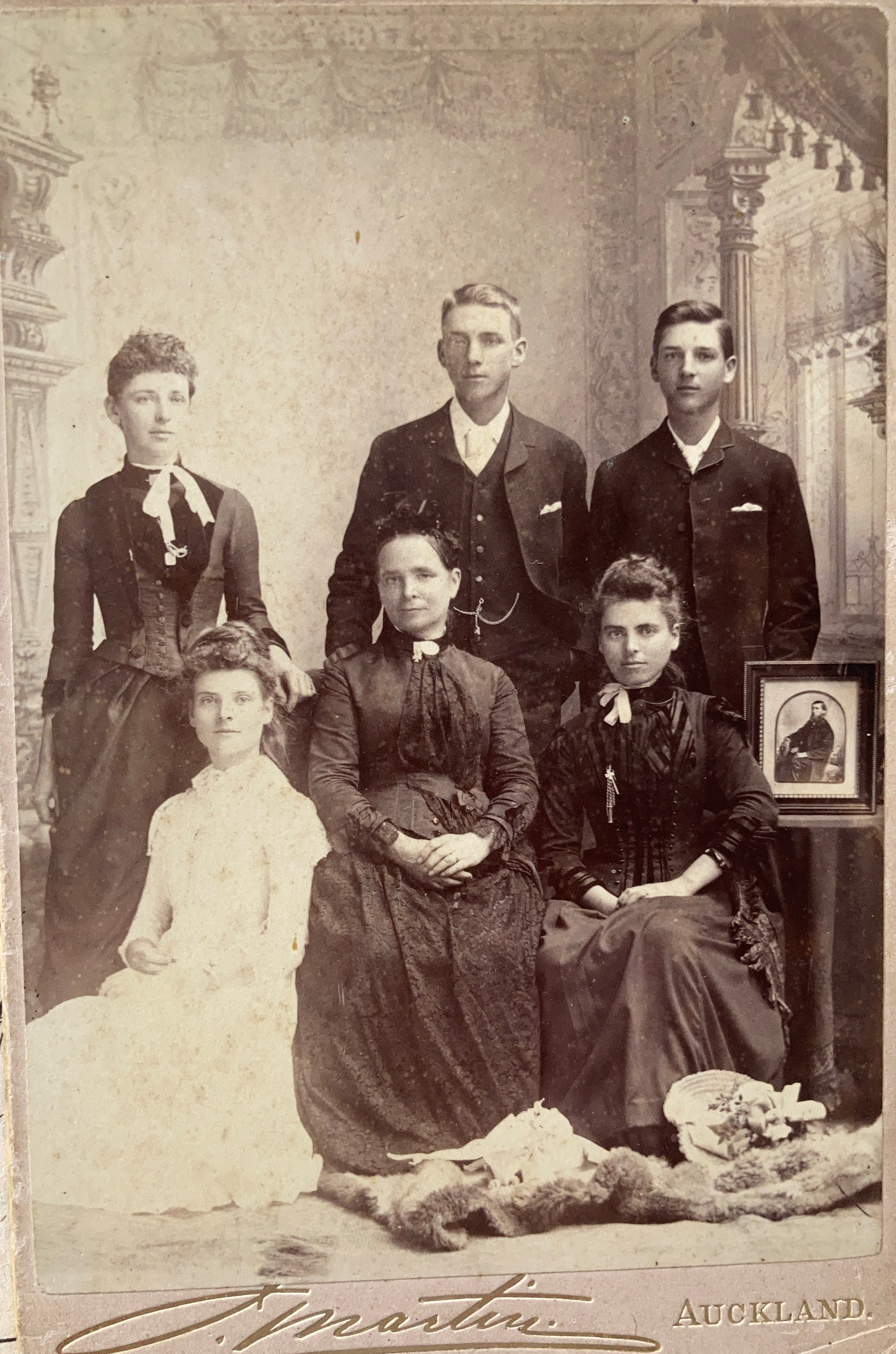
Schnackenberg (Mitte vorne) mit ihren Kindern und Porträt ihres Mannes, April 1890

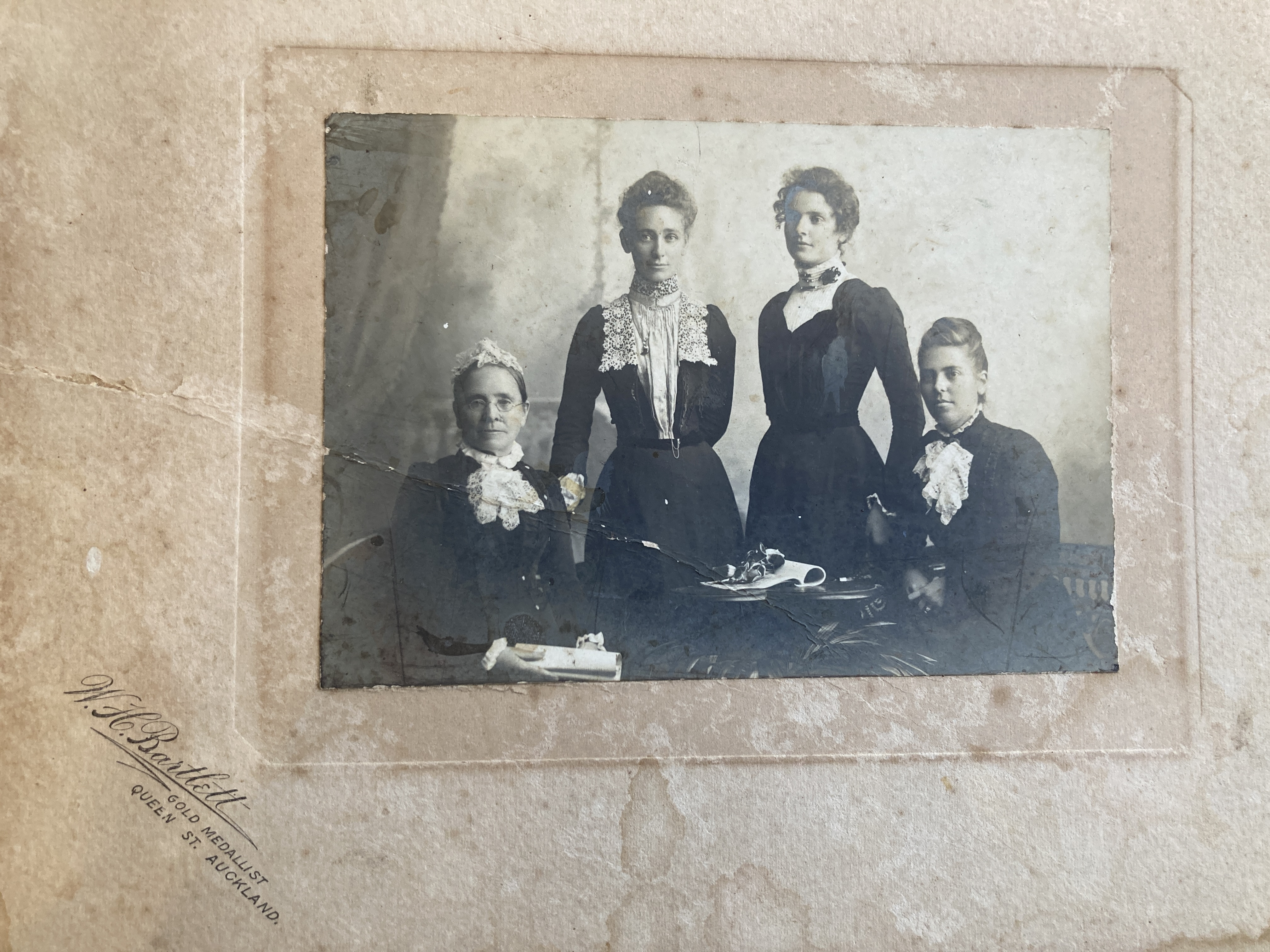
Annie Jane Allen Schnackenberg und ihre Töchter, um 1896

Schnackenberg war die älteste Tochter von Elizabeth Dodd und des Geschäftsmanns und Landwirts Edward Allen. Sie wanderte 1861 mit ihrer Familie mit der Black Eagle nach Neuseeland aus, wo sie am Mount Albert in Auckland lebten. Kurz darauf wurde sie von der ehemaligen Missionarin Eliza White gebeten, an der Wesleyan-Missionsschule in Kāwhia an der Westküste der Nordinsel zu unterrichten. Im November 1861 reiste sie zwei Wochen mit Ochsenkarren, Māori-Kanu und zu Fuß zu der Missionsstation. Dort arbeitete sie mit dem wesleyanischen Pfarrer Cort Henry Schnackenberg zusammen. Schnackenberg stammte aus dem deutschen Königreich Hannover und war Anfang der 1840er Jahre über England und Australien nach Neuseeland gekommen. Nachdem 1863 seine Frau gestorben war, heiratete er 1864 Schnackenberg in Auckland und sie bekamen fünf Kinder.
Schnackenberg unterstützte ihren Mann bei Missionsaufgaben, wie dem Predigen bei Gottesdiensten, dem Verfassen von Briefen und der Kontenführung der Mission. Da von der Mission erwartet wurde, dass sie sich selbst versorgen konnte, baute sie Obst und Gemüse an und brachte ihren Schülerinnen bei, wie sie ihre eigene Kleidung nähen konnten.
Durch ein nach dem Waikato-Krieg von der Māori-Königsbewegung verhängtes Verbot durften Pākehā nicht in diese Region. Die Kirchenbehörden verlegten daher die Mission nach Raglan, da sie es für sie und ihre Familie für zu gefährlich hielten, weiterhin in der Kāwhia-Mission am Rande des King Country zu leben. Schnackenberg und ihr Mann pflegten jedoch gute Beziehungen zu den Māori und König Tāwhiao besuchte nach dem Ende der Kämpfe in Waikato 1864 ihr Haus.
Am 10. August 1880 starb ihr Ehemann und sie kehrte mit ihren Kindern in das Haus ihrer Eltern in Auckland zurück. Sie engagierte sich in der Sonntagsschularbeit in der Mount Albert Methodist Church und in christlichen Frauenorganisationen. 1882 war sie Kirchenleiterin der Pitt Street Wesleyan Church.

## Tätigkeiten bei der National WCTU, dem National Council of Women of New Zealand und dem YWCA
1885 war sie Gründungsmitglied der Women’s Christian Temperance Union of New Zealand (WCTU NZ), war von 1891 bis 1901 Landespräsidentin und wurde 1901 Vizepräsidentin. Von 1889 bis 1897 war sie Präsidentin der Niederlassung in Auckland. Als eine der ersten Befürworterinnen des Mäßigkeitsunterrichts in Schulen wurde sie Leiterin der wissenschaftlichen Abteilung für Mäßigkeitsunterricht. Unter ihrer Leitung spielte die Auckland WCTU eine entscheidende Rolle bei der Organisation der Petition, die viel zum Erfolg der Suffragettenbewegung und zur Verabschiedung des Wahlrechtsgesetzes im Jahr 1893 beitrug, das neuseeländischen Frauen das erste allgemeine Wahlrecht der Welt gab. Schnackenberg hielt diese Leistung für ebenso wichtig wie den Mäßigkeitsaspekt der Arbeit der WCTU.
Zu den weiteren von Schnackenberg unterstützten WCTU-Reformen gehörten die Anhebung des Mündigkeitsalters für Mädchen auf 21 Jahre und die Aufhebung des Contagious Diseases Act von 1869, der die obligatorische Untersuchung von Prostituierten oder Frauen, die als Prostituierte galten, legalisierte. Schnackenberg vertrat die WCTU bei der Eröffnungssitzung des National Council of Women of New Zealand in Christchurch im Jahr 1896, wo sie zur Vizepräsidentin ernannt wurde. Ihre Teilnahme an den jährlichen Sitzungen war nicht regelmäßig, aber wenn sie anwesend war, sprach sie sich nachdrücklich für die Aufhebung des Gesetzes über ansteckende Krankheiten aus.
Aufgrund ihrer fließenden Māori-Sprachkenntnisse, die sie sich während ihrer Zeit als Lehrerin an den Missionsschulen in Kāwhia und Raglan angeeignet hatte, wurde sie zur Leiterin der Māori-Arbeit der WCTU ernannt. Die Gewerkschaft war beunruhigt über Hinweise auf Alkoholmissbrauch bei den Māori und legte großen Wert auf die Missionierung von Māori-Frauen. Schnackenberg reiste zu Siedlungen auf der zentralen Nordinsel, um sich für Mäßigkeit und die Einhaltung des Sabbats einzusetzen.

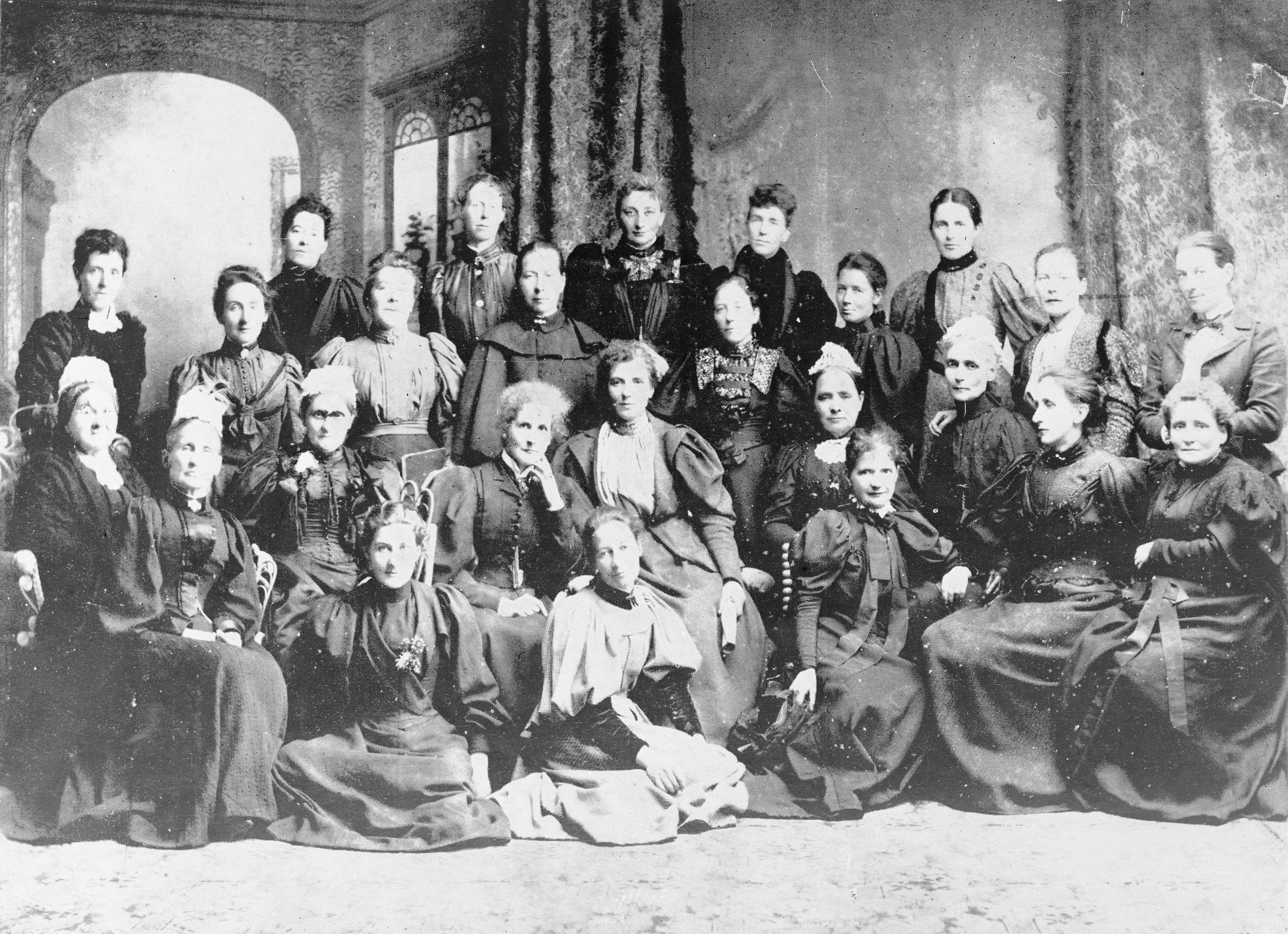
National Council of Women of New Zealand Eröffnungssitzung in Christchurch 1896, mit Schnackenberg als vierte sitzende Frau von rechts (mit weißer Kopfbedeckung)

Der National Council of Women wurde 1896 gegründet. Schnackenberg vertrat die WCTU bei der Gründungsversammlung in Christchurch und wurde zur Vizepräsidentin ernannt.
Schnackenberg war auch Mitglied des Young Women’s Christian Association (YWCA), der 1885 in Auckland gegründet wurde. Sie war von 1890 bis 1903 im Vorstand und fungierte von 1899 bis 1901 als amtierende Präsidentin zusammen mit Susie Mactier.
Aus gesundheitlichen Gründen gab Schnackenberg 1901 die Präsidentschaft der WCTU auf. Eine schwere Krankheit im Jahr 1903 schränkte ihr Engagement beim YWCA ein. Sie war zwei Jahre lang invalide, bevor sie am 2. Mai 1905 in Auckland starb.